# بيل هيل
بيل هيل (بالإنجليزية: Bill Hill)‏ هو لاعب كرة قاعدة أمريكي، ولد في 2 أغسطس 1874 في تشاتانوغا في الولايات المتحدة، وتوفي في 28 يناير 1938 في سينسيناتي في الولايات المتحدة.

## وصلات خارجية
- بيل هيل على موقعبيزبول رفرنس.كوم (الدوري الرئيسي) (الإنجليزية)
- بيل هيل على موقعبيزبول رفرنس.كوم (الدوري الثانوي) (الإنجليزية)